# 奇梦石
奇梦石（1924年8月26日—2002年11月1日），男，上海人，中国影视演员。1990年获第8届大众电视金鹰奖最佳男配角奖，1997年获第15届大众电视金鹰奖最佳男配角奖。1989年和1991年分别荣获第二、三届中国电影金凤凰奖表演学会奖。
2002年11月1日于上海去世。